# Teatrul Republican „Luceafărul”
Teatrul Republican „Luceafărul” este un teatru dramatic din Chișinău, capitala Republicii Moldova. Este situat pe str. Veronica Micle, 7.
A fost fondat în anul 1960 ca teatru pentru copii și tineret, de un grup de absolvenți moldoveni al Școlii superioare de teatru „Boris Șciukin” din Moscova. În anul 1991, odată cu destrămarea URSS, teatrului i-a fost conferit statutul de teatru dramatic și a fost redenumit în Teatrul Republican „Luceafărul”, totodată, începând cu acest an se află în subordinea Ministerului Educației, Culturii și Cercetării al Republicii Moldova.